# 팀 소닉 레이싱
《팀 소닉 레이싱》(Team Sonic Racing)은 세가 게임스의 소닉 더 헤지혹 시리즈의 2019년 카트 레이싱 게임이자 스핀 오프이다. 플레이어는 시리즈의 등장인물 중 15명의 캐릭터 가운데 한 명을 통제하여 스포츠카를 이용, 레이스 경기에 임하게 된다. 게임플레이는 트릭을 수행하고 드리프트하고 파워업을 수집하는 등의 과정을 거치면서 3인칭 시점에서 이루어진다. 팀 소닉 레이싱은 스플래툰(2015)과 오버워치(2016)에 등장하는 유형과 비슷한 협동 플레이에 초점을 둔 까닭에 전통적인 카트 레이서 게임들과는 구별된다. 플레이어들은 레이서 팀에 소속되어 속도보다는 효율을 통해 경주에 승리해야 한다. 게임 모드에는 포인트 얻기, 타임 트라이얼, 레이싱 규칙의 사용자 지정, 스토리 기반의 튜토리얼 캠페인이 포함된다.
과거에 소닉 앤 세가 올스타즈 레이싱(2010), 소닉 앤 올스타즈 레이싱 트랜스폼드(2012)를 작업했었던 스모 디지털이 팀 소닉 레이싱 개발을 맡았다. 소닉 팀의 수석 이이즈카 타카시는 협업 게임플레이를 생각해냈고 스모 디지털은 팀 기반 소닉 히어로즈(2003)를 참조하였다. 스모 디지털의 이전 레이싱 게임과 달리 팀 소닉 레이싱은 소닉 캐릭터들만 등장하는데, 팀은 시리즈의 세계와 캐릭터 로스터를 확장하기를 원했다. 다른 레이싱 게임에 비해 더 특별하게 만드는 것이 목적이었고 올스타즈 게임 엔진의 수정판을 사용하여 개발되었다. 제네레이션즈(2011) 이후로 주요 소닉 게임에 기여하지 않았던 음악가 세노우에 준이 사운드트랙을 작곡하였다.
팀 소닉 레이싱의 존재는 스모 디지털 메모가 2018년 1월 인터넷에 유출되면서 빛을 보게 되었고 세가는 다가오는 5월에 이를 확인시켜 주었다.

## 게임플레이
팀 소닉 레이싱은 일인용, 다인용 모드를 갖춘 소닉 더 헤지혹 테마의 카트 레이싱 게임이다.

## 평가
리뷰 애그리게이터 웹사이트 메타크리틱에 따르면, 팀 소닉 레이싱은 혼재된 평균 점수를 받았다. 2008년 마리오와 소닉 베이징 올림픽 이후로 모든 포맷의 영국 판매량 가운데 1위로 데뷔하였으며, 가장 많은 플레이스테이션 4 버전 판매량으로 기록되었다.

### 수상
| 연도 | 상                                                     | 분류                   | 결과 | 각주   |
| ---- | ------------------------------------------------------ | ---------------------- | ---- | ------ |
| 2018 | en:Game Critics Awards                                 | Best Racing Game       | 후보 | [ 19 ] |
| 2018 | 게임스컴                                               | Best Casual Game       | 수상 | [ 20 ] |
| 2018 | 게임스컴                                               | Best Racing Game       | 후보 | [ 20 ] |
| 2019 | en:The Independent Game Developers' Association Awards | Best Racing Game       | 후보 | [ 21 ] |
| 2020 | en:NAVGTR Awards                                       | Game, Franchise Racing | 후보 | [ 22 ] |

## 내용주
1. ↑  Score based on 17 reviews.
2. ↑  Score based on 76 reviews.
3. ↑  Score based on 12 reviews.